# Нехаєв Олександр Сергійович
Олекса́ндр Сергі́йович Неха́єв — старший сержант, командир взводу 79 ОДШБр Збройних сил України, учасник російсько-української війни.

## Біографія
З 1998 по 2007 рік навчався у нижньоторгаївській ЗОШ І–ІІІ ступенів.
З 2007 по 2011 рік навчання у Мелітопольскому державному промислово–економічному технікумі за спеціальністю «автослюсар».
З 2011 по 2012 рік проходив строкову службу в Збройних силах України у званні сержанта на посаді командира відділення роти вогневої підтримки 2-ї аеромобільної десантної бригади.
З 2012 по 2015 рік проходив військову службу за контрактом у 79-й окремій десантно-штурмовій бригаді.
З квітня 2014 і до жовтня 2015 року перебував в зоні АТО: в аеропорту Донецька, Слов’янську, Краматорську, Вознесенську, Красній Поляні, під Маріуполем.
У лютому 2015 року одружився.
Літом 2015 року готував військовослужбовців до участі в бойових діях на полігонах України
2015 року паралельно зі службою вступив до миколаївського університету на 3 курс за спеціальністю «інженер».

## Нагороди
За особисту мужність і героїзм, виявлені у захисті державного суверенітету та територіальної цілісності України, вірність військовій присязі під час російсько-української війни (за участь в обороні Донецького аеропорту) нагороджений орденом «За мужність» III ступеня (26.2.2015).
- нагрудний знак «Аеромобільні війська Сухопутних військ Збройних Сил України» (11.11.2011)
- нагрудний знак «За зразкову службу» (22.08.2014)